# مشاع ۱ شیخ علی ارمغان
مشاع ۱ شیخ علی ارمغان یک منطقهٔ مسکونی در ایران است که در بخش اسماعیلی واقع شده‌است.